# 彼得·維塞爾斯
彼得·維塞爾斯（Peter Wessels，1978年5月7日—），荷蘭職業網球運動員（1996年—2010年），最高單打排名為世界第72，現已退役。

## 職業生涯
維塞爾斯的青少年職業生涯成績相當出色，在1995年青少年單打排名高居第5、青少年雙打排名為18。在法網獲得青少年組雙打冠軍，溫布頓與美網闖入四強。
維塞爾斯在美國紐波特獲得職業生涯唯一一座單打冠軍，決賽以7-6, 6-3擊敗德國選手延斯·克尼普許爾德。
在霍普曼盃，維塞爾斯與同胞米雪拉·克拉查克闖進決賽，最後在美國博斯在混雙冠軍決定賽中敗給地主組合泰勒·丹特與麗莎·雷蒙德。
2007年斯海尔托亨博斯草地賽，維塞爾斯當時排名483在八強以6-3, 6-3擊敗西班牙著名選手，而製造了冷門，雖然闖進決賽，不過以65-7 , 6-4, 64-7不敵克羅埃西亞著名球手伊万·柳比契奇。

## 生涯統計

### 單打冠軍 (1)
| 次數 | 日期          | 巡迴賽     | 場地 | 決賽對手          | 比分     |
| 1.   | 2000年7月17日 | 美國紐波特 | 草地 | 延斯·克尼普許爾德 | 7-6, 6-3 |

### 單打亞軍 (1)
| 次數 | 日期          | 巡迴賽             | 場地 | 決賽對手      | 比分             |
| 1.   | 2007年6月18日 | 荷蘭斯海尔托亨博斯 | 草地 | 伊万·柳比契奇 | 65-7 , 6-4, 64-7 |

## 外部連結
- 彼得·維塞爾斯（英文/西班牙文）的官方資料
- 彼得·維塞爾斯的國際網球總會 職業／青少年 官方資料（英文）
- 彼得·維塞爾斯的官方資料（英文）